# Gorenja vas – Reteče
Gorenja vas – Reteče je naselje u slovenskoj Općini Škofji Loki. Gorenja vas – Reteče se nalazi u pokrajini Gorenjskoj i statističkoj regiji Gorenjskoj. 

## Stanovništvo
Prema popisu stanovništva iz 2002. godine naselje je imalo 368 stanovnika.